# カミル・ヴォイトコフスキ
カミル・ヴォイトコフスキ（Kamil Wojtkowski、1998年2月26日 - ）は、ポーランド・ソコウフ・ポドラスキ出身のプロサッカー選手。ポジションは、ミッドフィールダー。

## クラブ歴
地元のクラブであるOSiRソコウフ・ポドラスキで選手生活をスタート。2010年にレギア・ワルシャワへ移籍し、4年間過ごした。
2013年夏、フラムFCユースの練習に約半年間参加したが、レギアとフラムの両クラブ間で折り合いがつかず、ポーランドに帰国した。
2014年、ポゴニ・シュチェチンに加入。同年10月18日、アウェーのヤギエロニア・ビャウィストク戦で後半に途中出場しエクストラクラサデビューを果たした。この時わずか16歳234日で、クラブ史上最年少記録を塗り替えた。
2015年6月29日、2. ブンデスリーガのRBライプツィヒと契約を結び、19歳以下のチームでプレーした。
2017年7月3日、ヴィスワ・クラクフと契約を結んだ。